# Бака (суфийский термин)
Бака́ (араб. بقاء‎) — постоянное пребывание в Боге. Суфийский термин, обозначающий финальную стадию суфийского пути. Понятия фана и бака взаимосвязаны и являются одними из важнейших понятий в исламском мистицизме.
Концепция фана-бака встречается в трудах Аль-Джунайда аль-Багдади, аль-Халладжа, ал-Бистами и других.
Суфии верили, что вслед за уничтожением эго мистика, которое они называли растворением в Боге (фана),  происходит бака – единение с Богом и пребывание в нём, при этом бака таится в самой сердцевине фана.  Достигший бака мистик приобщается к вечной божественной сущности, приобретает подлинное существование, в котором он действует полностью через посредство Бога.
В процессе фана – бака происходит своеобразный обмен между Богом и человеком – личность человека уничтожается в Боге, а Бог как бы являет себя в личности. Ал-Бистами выразил это состояние фразой: «Я есть Ты, и Ты есть я».
Титус Буркхардт считал понятие фана аналогичным буддийской нирване, а бака – индуистской мокше.